# Аррак
Аррак — це дистильований алкогольний напій, що зазвичай виробляється на Індійському субконтиненті та Південно-Східній Азії, виготовляється з ферментованого соку квітів кокосу або цукрової тростини, а також із зерном (наприклад, червоним рисом) або фруктами залежно від країни походження. Іноді його пишуть арак,  або просто називають «рак». Його не слід плутати з ароматизованим анісом дистильованим спиртом під назвою Арак.
Є два основних стилі арраку, які сильно відрізняються один від одного: Батавія аррак часто чіткого кольору, але має смак, більш схожий на темний ром. Цейлон аррак, навпаки, має більш вишуканий і тонкий аромат. Він має нотки коньячного та ромового характеру, а також безліч ніжних квіткових нот. Обидва також виготовляються місцевими жителями «вдома», і вони можуть нагадувати самогон.

## Історія
Аррак передує всім алкогольним напоям "Нового Світу", оскільки є батьком для aguardiente (який, у свою чергу, був батьком рому).  Генуезькі купці робили спирт як побічний продукт виробництва цукрової тростини на Канарських островах. Ранні арраки переганяли з меляси та води, використовуючи висушені коржі з червоного рису та рослини, що містять дріжджі та інші гриби, щоб запустити процес бродіння.  Також стверджують, що його переганяли в Індії в 800 р. до н. е. 
Арраком називають безліч майже не пов'язаних між собою дистильованих алкогольних напоїв, вироблених по всій Азії та східному Середземномор'ї. Це значною мірою пов’язано з поширенням знань про дистиляцію на Близькому Сході протягом 14 століття. Кожна країна назвала власний алкоголь, використовуючи різні форми того самого слова, яке на той час було синонімом дистиляції (арак, арака, аракі, арікі, арарак, арак, ракі, раке, раке, рак).  Англійська та австралійська книга кулінарії 1864 року описує аррак як "алкоголь із Ост-Індії. Цей термін, або його похідні, застосовується до будь-яких алкогольних напоїв на Сході. Кажуть, що справжній аррак переганяється з малечі, ферментованого соку квітки кокосового горіха. Однак його часто переганяють з рису та цукру, ферментують з кокосовим соком". 

### Шрі-Ланка (Цейлон-Аррак)

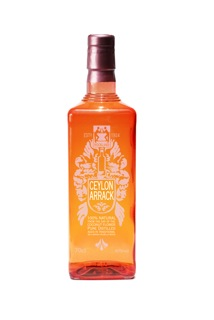
"Цейлонський аррак"

Шрі-Ланка є найбільшим виробником кокосового арраку, і до 1992 року уряд відігравав значну роль у його виробництві.  
За винятком води, весь виробничий процес обертається навколо ферментації та перегонки одного інгредієнта - соку нерозкритих квітів з кокосової пальми (Cocos nucifera ) .  Щоранку на світанку чоловіки збирають сік серед верхівок кокосових пальм. Одне дерево може давати до двох літрів на день.
Завдяки вмісту цукру та дріжджів рідина природним чином негайно бродить у слабоалкогольний напій, який називається "тодді", туак або іноді "пальмове вино". Протягом декількох годин після збору сік виливають у великі дерев'яні чани, що виготовлені з деревини тика або Berrya cordifolia. Природний процес бродіння продовжується до тих пір, поки вміст спирту не досягне 5-7% і вважатиметься готовим до перегонки.
Дистиляція - це, як правило, двоступеневий процес. Перший крок дає рідину із вмістом алкоголю від 20 до 40%.  На другому етапі виходить кінцевий дистилят із вмістом спирту від 60 до 90%. Весь процес дистиляції завершується протягом 24 годин. Спирт можна продавати в сирому вигляді, багаторазово переганяти або фільтрувати, або залити назад у чани на термін витримки до 15 років.